# 돈 킹
도날드 돈 킹(Donald Don King, 1931년 8월 20일 ~ )은 미국의 권투 프로모터이다. 돈 킹이 프로모션했던 경기 중 하이라이트는 무하마드 알리와 조지 포먼이 대결했던 《The Rumble in the Jungle》과 무하마드 알리와 조 프래지어가 대결했던《Thrilla in Manila》이다. 무하마드 알리, 마이크 타이슨, 조지 포먼, 에반더 홀리필드, 훌리에 세자르 차베스, 앤드루 골로타, 펠릭스 트리니다드, 로이 존스 주니어, 래리 홈즈, 마르코 안토니오 바레라를 포함하는 저명한 선수들의 상당을 프로모션했다.
2009년 포브스지가 조사한 《미국 흑인 20대 부자》에서 2억 9000만달러의 재산을 소유하고 있는 것으로 드러났다.

## 참고
1. ↑  백승찬 (2009년 10월 29일). “1974년 알리·포먼의 권투 헤비급 타이틀전”. 경향신문. 2010년 8월 11일에 확인함.
2. ↑  박관규 (2009년 5월 9일). “오프라 윈프리가 미국 흑인 최고 갑부”. 한국일보. 2009년 6월 16일에 원본 문서에서 보존된 문서. 2010년 8월 11일에 확인함.